# 亚尔斯多夫
亚尔斯多夫（德語：Jahrsdorf）是德国石勒苏益格－荷尔斯泰因州的一个市镇。总面积8.77平方公里，总人口267人，其中男性134人，女性133人（2011年12月31日），人口密度30人/平方公里。